# Klaus Wiegand (Offizier)

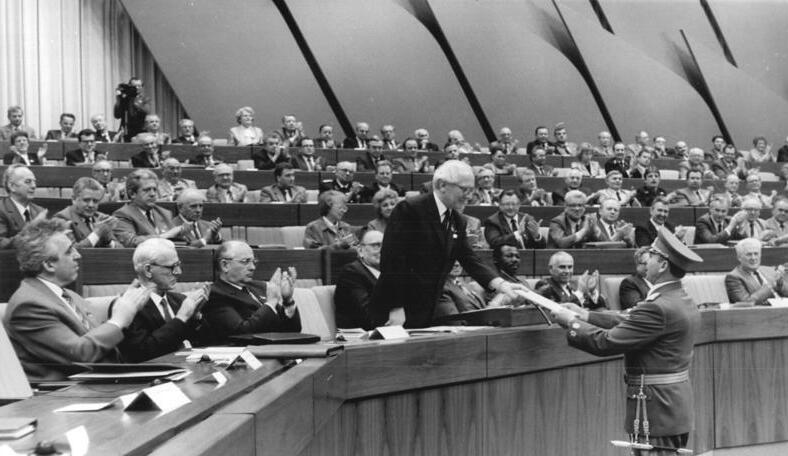
Generalmajor Klaus Wiegand überreichte Erich Honecker die zuvor verlesene Grußadresse. (Berlin, XI. SED-Parteitag, 20. April 1986)

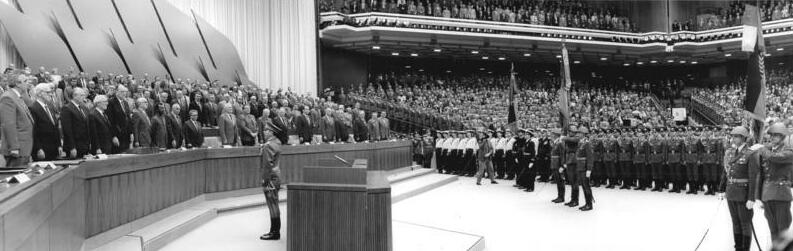
Zum Abschluss des vierten Beratungstages entbot eine Abordnung der Nationalen Volksarmee und der Grenztruppen dem höchsten Forum der Partei ihren kämpferischen Soldatengruß. Generalmajor Klaus Wiegand verlas, nachdem er Meldung an Erich Honecker erstattet hatte, die Grußandresse an den Parteitag.

Klaus Wiegand (* 16. August 1941 in Stadtilm) ist ein ehemaliger deutscher Offizier und Generalmajor der Nationalen Volksarmee (NVA) der Deutschen Demokratischen Republik.

## Biografie
Der Sohn eines Schuhfabrikarbeiters begann nach dem Abitur zunächst 1958 eine Ausbildung zum Dreher, die er jedoch abbrach, um am 8. April 1959 in die Nationale Volksarmee (NVA) einzutreten. Nach einer Grundausbildung zum Richtschützen im Panzerregiment 4 war er von 1959 bis 1961 Offiziersschüler an der Offizierschule der Landstreitkräfte. Anschließend war er bis 1966 Zugführer im Panzerregiment 4. Er wurde 1962 Mitglied der SED. Zwischen 1966 und 1971 war er Offizier für Information im Stab der 4. motorisierten Schützendivision (4. MSD) in Erfurt, ehe er 1971 bis 1975 Absolvent der Militärakademie „M.W.Frunse“ in der UdSSR war und diese als Diplom-Militärwissenschaftler abschloss.
Nach seiner Rückkehr wurde er zunächst Leiter der Unterabteilung Aufklärung und danach von 1977 bis 1979 Leiter der Unterabteilung Operation der 4. MSD. Danach folgte eine Verwendung als Leiter der Abteilung Operation im Stab des Militärbezirks III in Erfurt, wo er Mitarbeiter von Generalmajor Alfred Krause war. Zwischen 1980 und 1982 absolvierte er die Generalstabsakademie der UdSSR. Nach seiner Rückkehr wurde er dann Stellvertreter des Kommandeurs und Chef des Stabes der 7. Panzerdivision in Dresden.
Vom 1. Mai 1984 bis zum 31. Oktober 1986 war er Kommandeur der 11. MSD in Halle und wurde als solcher am 1. März 1986 anlässlich des 30. Jahrestages der NVA zum Generalmajor ernannt. Nach einer einjährigen Verwendung als Chef des Stabes und Stellvertreter des Chefs des Militärbezirks III war er von 1987 bis 1990 schließlich Chef des Militärbezirks III in Leipzig. Unmittelbar vor der Wiedervereinigung Deutschlands erfolgte am 2. Oktober 1990 seine Entlassung.
Im Laufe seiner militärischen Laufbahn wurde er mit dem Kampforden „Für Verdienste um Volk und Vaterland“ in Bronze ausgezeichnet.